# Alfred Borel
Alfred Borel (* 12. September 1902 in Neuenburg; † 12. Juli 1997 in Genf, reformiert, heimatberechtigt in Genf) war ein Schweizer Politiker (FDP).

## Biografie
Alfred Borel wurde am 12. September 1902 in Neuenburg als Sohn des Ingenieurs Charles Borel geboren. Nach Ablegung der Matura an einem Neuenburger Gymnasium nahm Borel ein Studium der Rechte an der Universität Genf auf, das er 1924 mit dem Erwerb des akademischen Grades eines Lic. iur. abschloss. In der Folge war er als Anwalt tätig. Dazu fungierte er als Vorsitzender und Mitglied zahlreicher Gesellschaften, darunter der Fondation de l’Orchestre de la Suisse Romande.
Alfred Borel, ein Enkelsohn des Juristen und Politikers Eugène Borel, war mit Rosemary geborene Otis-Muller verheiratet. Er verstarb am 12. Juli 1997 zwei Monate vor Vollendung seines 95. Lebensjahres in Genf.

## Politischer Werdegang
Alfred Borel, Mitglied der Freisinnig-Demokratischen Partei, präsidierte zu Beginn seiner politischen Karriere zwischen 1933 und 1935 die Schweizer Jungfreisinnigen. Im Jahr 1936 wurde er in den Genfer Grossrat gewählt, dem er anschliessend bis 1954 sowie von 1961 bis 1969 angehörte. Parallel dazu war er zwischen 1954 und 1961 als Leiter des Erziehungsdepartements im Genfer Staatsrat vertreten. Ferner amtierte Borel von 1943 bis 1954 als Gemeinderat (Legislative) von Chêne-Bougeries. Dazu stand er der Genfer Kantonalpartei zwischen 1948 und 1951 als Präsident vor. Borel bereitete die von seinem Nachfolger André Chavanne umgesetzte Reform der Genfer Sekundarstufe, unter der Bezeichnung Orientierungsjahr, vor.
Darüber hinaus vertrat er seine Partei von 1951 bis 1963 im Nationalrat, daran anschliessend bis 1971 im Ständerat. Im Weiteren wirkte Borel von 1969 bis 1972 auch als Mitglied der Beratenden Versammlung des Europarates.